# Pésaj
Pésaj (en hebreo: פסח‎, ‘salto’ en el sentido de ‘saltarse’) es una festividad judía que conmemora la liberación del pueblo hebreo de la esclavitud de Egipto, relatada en el Pentateuco, fundamentalmente en el Libro del Éxodo. El pueblo hebreo ve el relato de la salida de Egipto como el hito que marca la conciencia de los descendientes de Jacob, con su identidad entendida en términos de nación libre y provista de una Ley. Los cristianos hablantes de lenguas romances suelen llamarla Pascua judía o Pascua hebrea para distinguirla de la Pascua de Resurrección celebrada por el cristianismo.
La festividad es uno de los Shalosh Regalim (Tres Fiestas de Peregrinaje) del judaísmo, ya que durante la época en que el Templo de Jerusalén existía, se acostumbraba peregrinar al mismo y realizar ofrendas.
La festividad comienza en el día 14 del mes hebreo de Nisán, y dura siete días (ocho en la Diáspora, ante la antigua duda de un error de cálculo de calendario se agrega un día extra para asegurar el cumplimiento), y durante la misma está prohibida la ingestión de alimentos derivados de cereales (avena, cebada, centeno, espelta y trigo) fermentados, llamados en hebreo Jametz (חמץ) (la raíz de la palabra indica «fermentación»). En su lugar, durante la festividad se acostumbra comer matzá (מצה), pan sin levadura o pan ácimo. Esta costumbre está basada en el precepto impartido al pueblo judío en la Biblia, en los capítulos 15 al 20 del Libro del Éxodo: «Siete días comeréis panes sin levadura; y así el primer día haréis que no haya levadura en vuestras casas, porque cualquiera que comiere algo leudado desde el primer día hasta el séptimo, aquella alma será cortada del pueblo de Israel.» Según la tradición, el pueblo judío salió de Egipto con mucha prisa y sin tiempo de prepararse, por lo que no hubo tiempo para dejar leudar el pan para el camino, dando origen a la tradición.
La festividad también recibe el nombre de Fiesta de la Primavera, ya que en el hemisferio norte marca el inicio de dicha estación. Dado que en Israel las estaciones calurosas son las estaciones secas, a partir de Pésaj y hasta Sucot se acostumbra orar por el rocío, y no por la lluvia (oraciones que se reservan para el invierno). También es llamada Fiesta de la Liberación para celebrar la liberación del pueblo judío del yugo del Faraón. Asimismo es llamada Fiesta de las matzot (plural de matzá) y Fiesta de la Redención, ya que se estima - según las escrituras - que la redención del mundo ocurrirá en el mes de Nisán.
Según el Libro del Éxodo, Dios (Yahvé) ordenó a Moisés que dijera a los israelitas que marcaran con sangre de cordero encima de sus puertas para que el Ángel de la muerte pasara sobre ellos (es decir, para que no les tocaran las décima plaga, muerte de los primogénitos). Tras la muerte de los primogénitos, el Faraón ordenó a los israelitas que se marcharan, llevándose lo que quisieran, y pidió a Moisés que le bendijera en nombre del Señor. El pasaje continúa afirmando que el sacrificio de la Pascua recuerda el momento en que Dios "pasó por encima de las casas de los israelitas en Egipto". Esta historia se relata en la cena de Pascua durante las dos primeras noches de Pascua mediante la lectura de la Haggadah. La Hagadá es un relato ritual estandarizado de la historia del Éxodo, en cumplimiento del mandamiento "Y dirás a tu hijo en aquel día, diciendo: Es por lo que el Señor hizo por mí cuando salí de Egipto."
La ofrenda del omer se ofrecía en Jerusalén el segundo día de la fiesta. La Cuenta del Omer se sigue practicando, durante siete semanas hasta el día 50, que es la festividad de Shavuot.
Hoy en día, además de la prohibición bíblica de poseer alimentos leudados durante toda la festividad, el Séder de Pascua, en el que se lee en voz alta la Hagadá, es uno de los rituales más observados en el judaísmo.

## Etimología

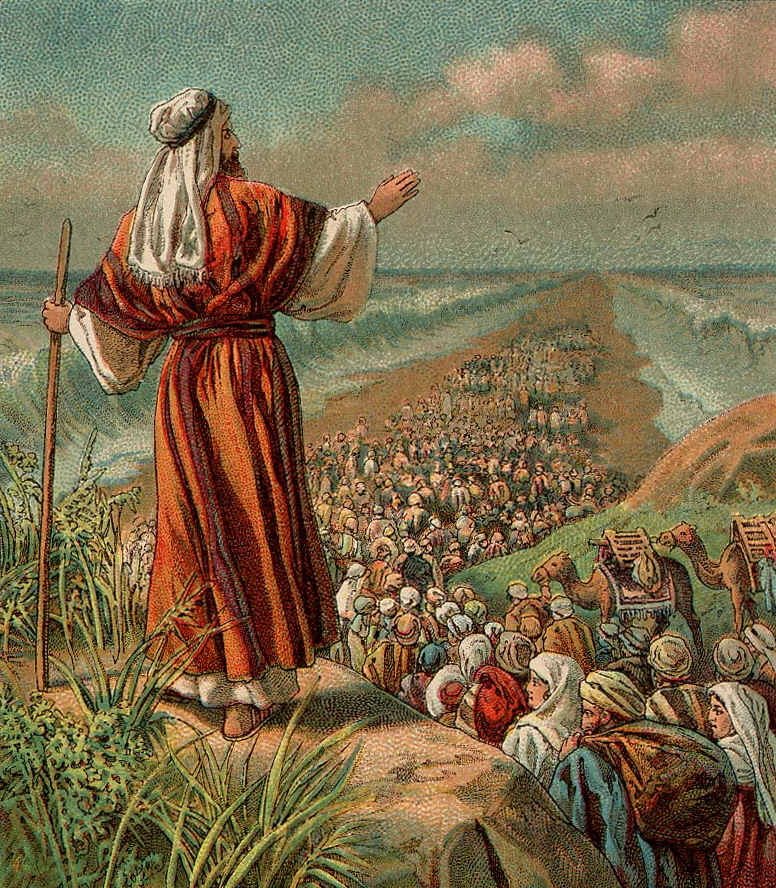
Israelitas escapando de Egipto.

El Hebreo פֶּסַח se traduce como Tiberiano. En He-Pesach.ogg, y hebreo moderno: ˈpesaχ Pesah, Pesakh. El verbo pasàch (פָּסַח) se menciona por primera vez en el relato de la Torá sobre el Éxodo de Egipto, y existe cierto debate sobre su significado exacto. La suposición comúnmente sostenida de que significa "Él pasó por encima" (פסח), en referencia a Dios "pasando por encima" (o "saltándose") las casas de los hebreos durante la final de las Diez Plagas de Egipto, proviene de la traducción proporcionada en la Septuaginta (en griego antiguo: παρελεύσεται, romanizado: pareleusetai en Éxodo 12: 23, y nadie: ἐσκέπασεν, romanizado: eskepasen en Éxodo 12:27. ) Targum Onkelos traduce pesach como ve-yeiḥos. (en hebreo: וְיֵחוֹס‎, romanizado: we-yēḥôs), "tuvo piedad", procedente de la raíz hebrea חסה, que significa "tener piedad". Los idiomas cognados producen términos similares con significados distintos, como "ablandar, calmar, aplacar" (acadia passahu), "cosecha, conmemoración, golpe" (egipcia), o "separar" (árabe fsh). 
El término Pésaj (hebreo: פֶּסַח, Pesaḥ) también puede referirse a la cordero o cabra que se designaba como sacrificio pascual (llamado en hebreo el Korban Pésaj). Cuatro días antes del Éxodo, a los hebreos se les ordenó apartar un cordero, e inspeccionarlo diariamente en busca de manchas. Durante el día, el 14 de Nisán, debían sacrificar al animal y usar su sangre para marcar sus dinteles y postes de las puertas. Antes de la medianoche del 15 de Nisán debían consumir el cordero.
El término inglés Passover aparece por primera vez en lengua inglesa en la traducción de la Biblia de William Tyndale, apareciendo más tarde también en la Versión King James. Es una traducción literal del término hebreo. En la versión King James, Éxodo 12:23 dice:

Porque el Señor pasará para herir a los egipcios; y cuando vea la sangre en el dintel y en los dos postes laterales, el Señor pasará por encima de la puerta, y no permitirá que el destructor entre en vuestras casas para heriros.

## Fecha y duración

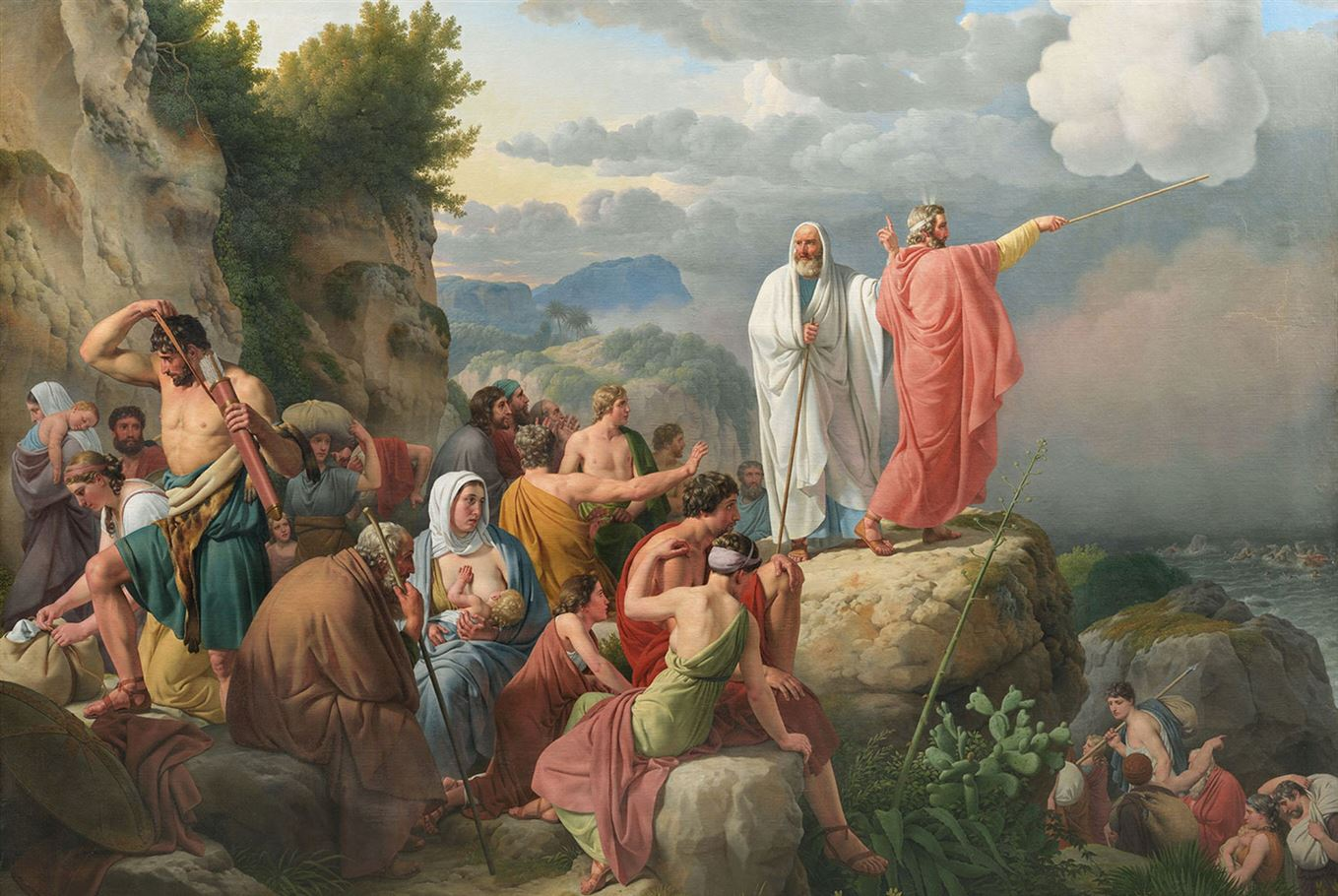
Los israelitas descansando después de cruzar las aguas.

La festividad de Pésaj comienza el 14 del mes de Nisán, que generalmente cae entre los meses marzo-abril del calendario gregoriano. Pésaj es la festividad de la primavera, por lo que el 14 de Nisán comienza en la noche de luna llena después del equinoccio vernal. Para asegurarse de que Pésaj no comience antes de la primavera, la tradición judía indica que el primer día de Nisan no podía comenzar hasta que la cebada estuviera madura, siendo este el indicador del inicio de la primavera. Si la cebada no estuviera madura, u ocurriesen otros fenómenos era indicación de que la primavera no era inminente, y se declaraba un año bisiesto, intercalando un mes extra, el mes de Adar II. A partir del siglo IV la fecha comienza a ser fijada matemáticamente más que por las condiciones climáticas reinantes.
En la Tierra de Israel Pésaj es una festividad de 7 días, donde el primero y el último son considerados días festivos sagrados con cese de tareas, oraciones especiales y comidas festivas (similares al Shabat). Los días intermedios son llamados Jol HaMoed ("Los días hábiles de la festividad"). En la diáspora la festividad tiene una duración de ocho días, donde los dos primeros y los dos últimos son considerados días festivos sagrados.
La tradición indica que el día extra se respeta en la Diáspora a fin de subsanar posibles errores de cálculo y diferencias con el calendario oficial que se decretaba en Jerusalén. Otras opiniones indican que el día extra se observa para permitir a personas que debían recorrer largas distancias para celebrar la festividad en comunidad, entre otras razones. Gráficamente es como sigue:
| Erev Pésaj  | Pésaj 1     | Pésaj 2     | Jol HaMoed 1 | Jol HaMoed 2 | Jol HaMoed 3 | Jol HaMoed 4 | Shvií shel Pésaj | Shminí shel Pésaj |
| ----------- | ----------- | ----------- | ------------ | ------------ | ------------ | ------------ | ---------------- | ----------------- |
| 14 de Nisán | 15 de Nisán | 16 de Nisán | 17 de Nisán  | 18 de Nisán  | 19 de Nisán  | 20 de Nisán  | 21 de Nisán      | 22 de Nisán       |

| Pésaj (14–22 de Nisán)                                 |
| ------------------------------------------------------ |
| 25 de marzo–2 de abril: 2013 y 2089                    |
| 26 de marzo–3 de abril: 2032 y 2070                    |
| 27 de marzo–4 de abril: 2002, 2021, 2051 y 2097        |
| 28 de marzo–5 de abril: 2040, 2048, 2059 y 2078        |
| 29 de marzo–6 de abril: 2010 y 2086                    |
| 30 de marzo–7 de abril: 2018, 2029, 2037, 2067 y 2075  |
| 31 de marzo–8 de abril: 2056, 2064 y 2094              |
| 1 de abril–9 de abril: 2026 y 2045                     |
| 2 de abril–10 de abril: 2007, 2053, 2072, 2083 y 2091  |
| 3 de abril–11 de abril: 2015, 2034 y 2080              |
| 4 de abril–12 de abril: 2042, 2061 y 2099              |
| 5 de abril–13 de abril: 2004, 2023, 2069 y 2088        |
| 6 de abril–14 de abril: 2012, 2050 y 2096              |
| 7 de abril–15 de abril: 2001, 2031 y 2077              |
| 8 de abril–16 de abril: 2009, 2020, 2039 y 2058        |
| 9 de abril–17 de abril: 2066 y 2085                    |
| 10 de abril–18 de abril: 2017, 2028, 2047 y 2093       |
| 11 de abril–19 de abril: 2036, 2044 y 2074             |
| 12 de abril–20 de abril: 2006, 2025 y 2055             |
| 13 de abril–21 de abril: 2033, 2052, 2063, 2071 y 2082 |
| 14 de abril–22 de abril: 2014, 2060 y 2090             |
| 15 de abril–23 de abril: 2022, 2041 y 2079             |
| 16 de abril–24 de abril: 2003, 2049, 2068, 2087 y 2098 |
| 17 de abril–25 de abril: 2030 y 2076                   |
| 18 de abril–26 de abril: 2011, 2057 y 2095             |
| 19 de abril–27 de abril: 2008, 2019, 2038 y 2084       |
| 20 de abril–28 de abril: 2046 y 2065                   |
| 21 de abril–29 de abril: 2027, 2073 y 2092             |
| 22 de abril–30 de abril: 2016, 2024 y 2054             |
| 23 de abril–1 de mayo: 2005, 2035, 2081 y 2100         |
| 24 de abril–2 de mayo: 2043 y 2062                     |

Como ocurre con todas las demás festividades judías, el inicio de la festividad coincide con la puesta del sol del día anterior.

## Origen bíblico
El precepto de observar la festividad de Pésaj se encuentra en el Levítico, donde es llamada la Fiesta de las matzot (matzot es el plural de matzá, que significa pan ácimo o sin leudar):

En el mes primero, a los catorce del mes, entre las dos tardes, Pésaj es para Dios. Y a los quince días de este mes es la fiesta solemne de los panes sin levadura a Dios; siete días comeréis panes sin levadura. El primer día tendréis santa convocación; ningún trabajo de siervos haréis. Y ofreceréis a Dios siete días ofrenda encendida; el séptimo día será santa convocación; ningún trabajo de siervo haréis. (23:5)

Las regulaciones bíblicas para la observancia de la festividad requerían que todo lo leudado fuera descartado antes del principio del 15 de Nisan. El 10 de Nisan se apartaba un cordero o cabra sin manchas, que serviría como sacrificio pascual (Korbán Pésaj), el cual era sacrificado al final del crepúsculo del 14 de Nisan en preparación para el 15, día en que sería comido después de ser asado, sin remover sus órganos internos, y acompañado de matzá (pan ácimo o sin leudar) y hierbas amargas, llamadas maror. Lo que no fuera comido hasta la salida del sol del día 15 deberá ser quemado. El sacrificio deberá ser realizado solo en un lugar específico designado por Dios (para el judaísmo en Jerusalén, para los samaritanos, en el Monte Guerizín.
Las regulaciones bíblicas relativas a la primera vez que la festividad fuera observada, es decir en el momento del Éxodo de Egipto, incluyen instrucciones sobre cómo la comida deberá consumirse: 

"ceñidos vuestros lomos, vuestro calzado en vuestros pies, y vuestro bastón en vuestra mano; y lo comeréis apresuradamente." (12:11)

“Quien abandona la Torá en la riqueza terminará abandonándola en la pobreza. Y quien cumple la Torá en la pobreza terminará cumpliéndola en la riqueza”

El precepto bíblico de la festividad resalta la importancia del recuerdo:
- "Y deberás recordar que fuiste un esclavo en Egipto, y observarás estos preceptos" (16:12).
- "Y este día será para ti un recordatorio, y observarás una fiesta para Dios, a través de tus generaciones observarás una fiesta en ordenanza eterna" (12:14).
- Recordarás este día, en el que saliste de Egipto, de la casa de la esclavitud, porque la fortaleza de la mano de Dios te sacó de ese lugar (13:3).

## Séder de Pésaj

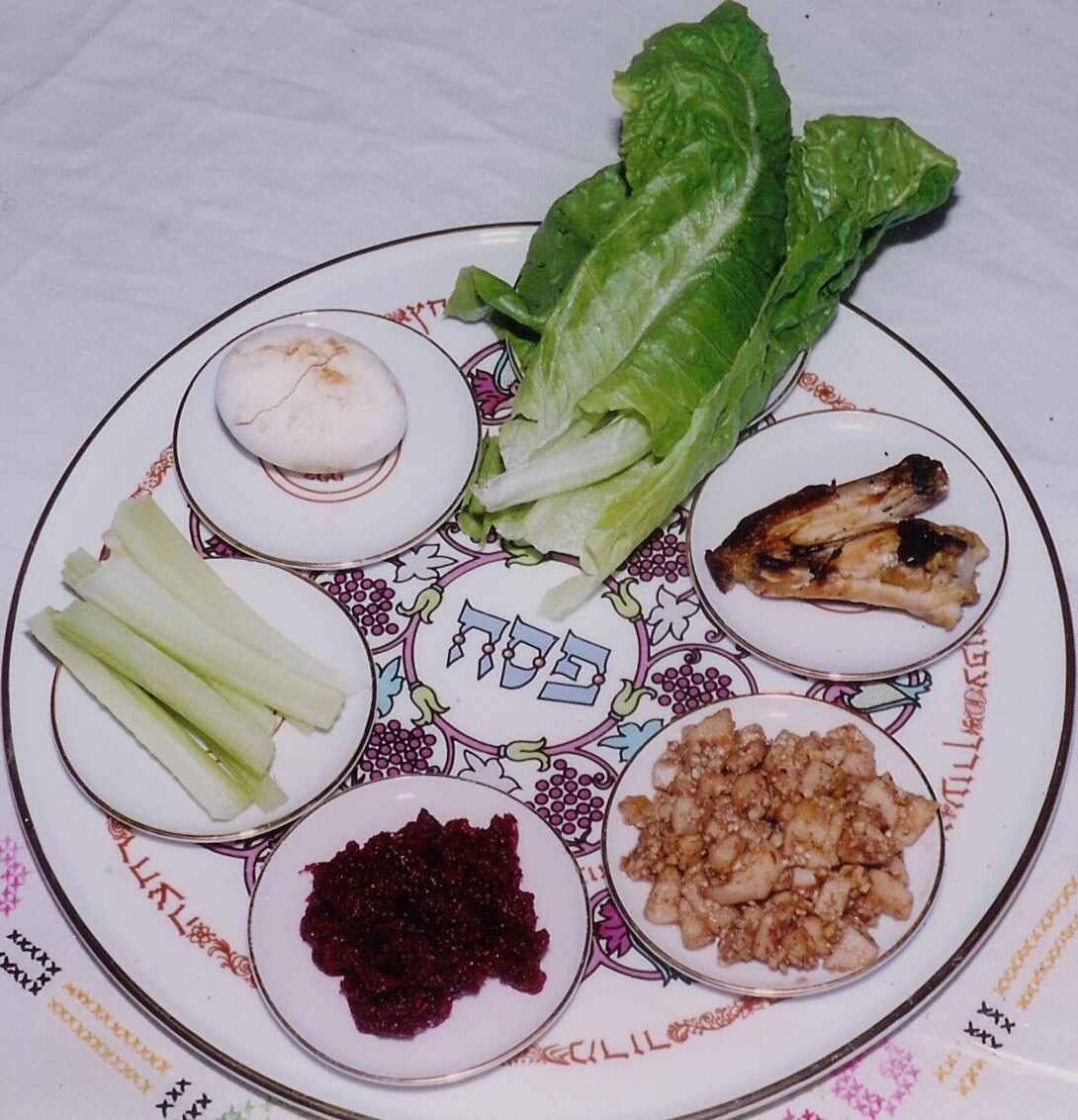
Plato del Séder.

El Séder de Pésaj (séder significa "orden" en su acepción como "procedimiento", por lo que la frase completa se translitera como "orden pascual") consiste en llevar a cabo una tradicional cena la primera noche de la festividad (las dos primeras en la Diáspora), llamada «Séder de Pésaj» (סדר), durante la cual se relata la historia de la salida de Egipto que comienza con el párrafo de "ha lajmah anya". También se realizan varios brindis en los que se presentan los elementos del Plato del Séder, la keará.
Y similarmente a como ocurre con otras fiestas judías, su celebración difiere entre las tradiciones askenazí y sefardí, en la que cada cual cuenta con su propia versión de haggadah (hebreo: סידור, el libro de oraciones).

## Tabla de celebraciones en el primer mes según la Torá
Mes primero:
| 1     | 2         | 3         | 4         | 5         | 6         | 7      |
| 8     | 9         | 10        | 11        | 12        | 13        | 14     |
| Pésaj | 16 Ázimos | 17 Ázimos | 18 Ázimos | 19 Ázimos | 20 Ázimos | Ázimos |
| 22    | 23        | 24        | 25        | 26        | 27        | 28     |
| 29    | 30        |           |           |           |           |        |

El color morado significa que aunque no sea sábado, se considera sábado dado que es una santa convocación. El libro Vayikra menciona que los israelitas no debían hacer trabajo en este día.